# Танзанія на Олімпійських іграх
Танзанія бере участь в Олімпійських іграх, починаючи з 1964 року. Відтоді країна посилала свою спортивну делегацію на всі літні Ігри, крім Монреальської олімпіади 1976, яку африканські країни бойкотували, протестуючи проти участі Нової Зеландії, що продовжувала підтримувати спортивні контакти з Південною Африкою. 
У зимових Олімпійських іграх Танзанія досі не брала участі. 
Національний олімпійський комітет Танзанії засновано 1968 і визнано того ж року.

## Медалісти
| Медаль | Спортсмени       | Ігри        | Вид спорту     | Дисципліна            |
| ------ | ---------------- | ----------- | -------------- | --------------------- |
| Срібло | Сулейман Ньямбуї | Москва 1980 | Легка атлетика | 5 000 м               |
| Срібло | Фільберт Байї    | Москва 1980 | Легка атлетика | 3 000 м з перешкодами |